# Mariner 3
Mariner 3 in 4 sta bili enaki vesoljski plovili v Nasinem medplanetarnemu Programu Mariner, zgrajeni za prvi prelet planeta Mars. Mariner 3 so izstrelili 5. novembra 1964, vendar se obloga plovila na vrhu rakete nosilke ni pravilno odprla in plovilo je bilo obsojeno na propad. Ker se sončne celice niso mogle polniti, je sonda kmalu prenehala delovati in še danes brezciljno tava na tiru okrog Sonca. Tri tedne kasneje 28. novembra so uspešno izstrelili Mariner 4, ki je osem mesecev kasneje preletel rdeči planet.